# Marion Bartoliová
Marion Bartoliová (* 2. října 1984 Le Puy-en-Velay, Auvergne) je francouzská tenisová trenérka a bývalá profesionální tenistka. Na okruh ITF vstoupila v sezóně 1999 a profesionálkou se stala v únoru 2000. V srpnu 2013 poprvé ukončila kariéru na Cincinnati Masters, šest týdnů po wimbledonském triumfu, když figurovala na sedmé příčce světové klasifikace. V prosinci 2017 pak oznámila návrat k profesionálnímu tenisu v průběhu sezóny 2018. Na French Open 2018 však od záměru upustila, když se vyšší tréninková zátěž opět projevila bolestmi ramene.
Ve své dosavadní kariéře vyhrála na okruhu WTA osm turnajů ve dvouhře a tři ve čtyřhře. Ten nejcennější v její kariéře získala ve Wimbledonu 2013, když porazila ve finále Němku Sabine Lisickou. Finále Wimbledonu si zahrála i o šest let dříve, v něm ale podlehla Američance Venus Williamsové. Na okruhu ITF získala šest titulů ve dvouhře a jeden ve čtyřhře.
Nejvýše byla v singlovém žebříčku WTA klasifikovaná v lednu 2012 na 7. místě, ve čtyřhře pak v červenci 2004 na 15. místě. Trénuje ji otec, lékař Walter Bartoli.
Ve francouzském fedcupovém týmu debutovala v roce 2004 semifinálovým utkáním Světové skupiny proti Španělsku, v němž spolu s Émilií Loitovou vyhrály čtyřhru. Ve finále pak se stejnou spoluhráčkou prohrály rozhodujícího debla za stavu 2:2 na zápasy a Francie podlehla Rusku 2:3. Jednalo se o její jediné dvě vystoupení ve Fed Cupu. Absence v soutěži jí také znemožnila start na londýnských Hrách XXX. olympiády, když bylo toto kritérium jednou z podmínek účasti. V roce 2013 se opět vrátila a přispěla Francouzkám dvěma body proti Kazachstánu.
V říjnu 2019 začala trénovat lotyšskou hráčku Jeļenu Ostapenkovou.

## Herní styl
Styl Marion Bartoliové je neortodoxní a velmi agresivní. Hraje obouručně jak forhend, tak i bekhend, což pramení z výchovy jejího otce, který je také osobním trenérem. Rozhodujícím momentem k tomu, že začne dceru učit tomuto stylu, byl pro něj ženský finálový zápas na French Open1992 mezi Monikou Selešovou a Steffi Grafovou. Selešová praktikovala naprosto stejný agresivní a oboustranně obouručný tenis a v tomto duelu Grafovou porazila.
Typickým poznávacím znamením jsou také její přehnaná gesta a poskakování mezi výměnami.

## Tenisová kariéra

### Wimbledon 2007
Na tomto Grand Slamu se probojovala do svého prvního velkého finále ve dvouhře. Ve čtvrtém kole porazila třetí nasazenou hráčku Srbku Jelenu Jankovičovou. Ve čtvrtfinále pak zůstala na její raketě Holanďanka s českými kořeny Michaëlla Krajiceková, jejíž bratr Richard je wimbledonským vítězem. V semifinále dosáhla svého prozatím největšího vítězství v kariéře, když jako naprostá outsiderka vyzvala světovou jedničku Belgičanku Justine Heninovou. Kurs na výhru Francouzsky byl 10:1.
Zápas se pro Francouzku nevyvíjel dobře. Rychle prohrála první sadu 1-6, ale po zápase se svěřila co, ale spíše kdo, byl jejím hnacím motorem v obrácení zápasu. V královské loži totiž seděl jeden z jejích nejoblíbenějších herců, představitel Jamese Bonda, Pierce Brosnan. Řekla si, že před ním nemůže hrát špatný tenis, ba naopak. Zápas otočila a porazila Heninovou. V pozápasovém rozhovoru požádala Brosnana, aby přišel i na její sobotní finále. Ten se však nemohl zúčastnit kvůli předem přislíbené účasti na jedné svatbě, ale poslal jí květiny s dopisem. Ve finále Francouzka prohrála s již trojnásobnou wimbledonskou vítězkou Venus Williamsovou ve dvou setech
Následně se v klasifikaci žebříčku posunula až na 11. místo a prémie za finálovou účast činily 712 000 dolarů.

### 2011

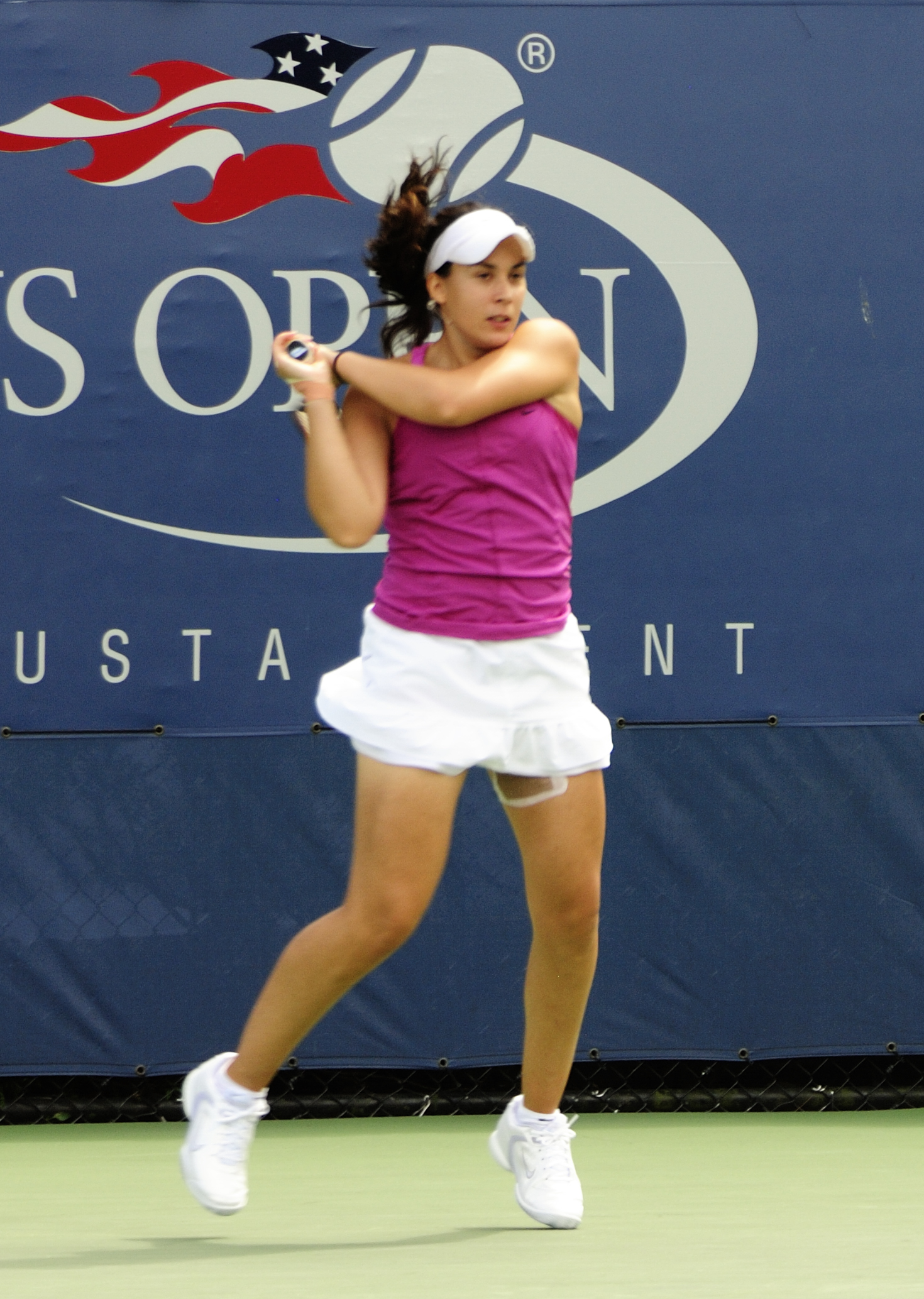
Bartoliová na US Open 2009

V sezóně 2011 dosáhla na pět finálových utkání. Při debutovém finále kategorie Premier Mandatory na BNP Paribas Open prohrála s Caroline Wozniackou ve třech sadách. V dalším boji o titul nestačila ve štrasburském turnaji na Andreu Petkovicovou, když skrečovala ve druhé sadě.
Premiérový titul sezóny a první od roku 2009 získala na trávě AEGON International po finálové výhře nad Petrou Kvitovou 6–1, 4–6, 7–5. Ve Wimbledonu došla do čtvrtfinále, v němž podlehla Sabine Lisické, přestože předtím vyřadila obhájkyni Serenu Williamsovou. S touto Američankou naopak prohrála ve finále Bank of the West Classic. Druhý turnajový triumf vyhrála na japonském HP Open po finálovém vítězství nad Samanthou Stosurovou.
Do svého druhého grandslamového semifinále došla na domácím French Open.

### 2013: Wimbledonský titul a konec kariéry
Po vyřazení ve druhém kole na turnaji v Cincinnati 2013, kde vypadla s Rumunkou Simonou Halepovou, oznámila francouzská tenistka, že končí s profesionálním tenisem. Důvodem byl její zdravotní stav. Tělo již po řadě zranění nezvládalo zápasový režim. Aktuálně sedmá hráčka světové klasifikace se tak poprvé rozloučila necelých šest týdnů poté, co na trávě v All England Clubu získala svůj první grandslamový titul. Po prohře uvedla: „Moje tělo už prostě nemůže. Od začátku roku jsem si prošla řadou zranění. Po 45 minutách nebo hodině hry mě všechno bolí … Jsem na okruhu už hodně dlouho. Ve Wimbledonu jsou do toho dala všechno, co jsem v sobě měla. Splnila jsem si sen a to mi zůstane napořád.“ Přesto na zářijovém US Open, kde působila v roli televizní komentátorky, nevyloučila návrat na okruh WTA, když uvedla: „Nikdy nevíte, co se může stát. … Je hodně těžké říct, že už se nikdy nevrátím“. Ženská tenisová asociace ji nadále uváděla na žebříčku WTA, když akceptovala žádost bývalé tenistky, aby mohla zjistit, na jakém místě by figurovala v konečné klasifikaci sezóny.

## Finále Grand Slamu

### Ženská dvouhra: 2 (1–1)
| Stav       | Rok  | Turnaj    | Povrch | Soupeřka ve finále | Výsledek |
| ---------- | ---- | --------- | ------ | ------------------ | -------- |
| Finalistka | 2007 | Wimbledon | tráva  | Venus Williamsová  | 4–6, 1–6 |
| Vítězka    | 2013 | Wimbledon | tráva  | Sabine Lisická     | 6–1, 6–4 |

## Finále na turnajích WTA Tour
| Legenda                                         |
| ----------------------------------------------- |
| D – dvouhra; Č – čtyřhra                        |
| Grand Slam (1–1 D)                              |
| Turnaj mistryň (0)                              |
| Tournament of Champions (0–1 D)                 |
| Tier I / Premier Mandatory & Premier 5 (0–1 D)  |
| Tier II / Premier (2–4 D; 0–3 Č)                |
| Tier III, IV & V / International (5–4 D; 3–1 Č) |

### Dvouhra: 19 (8–11)
| Stav       | č.  | datum             | turnaj                                | povrch    | soupeřka ve finále    | výsledek           |
| ---------- | --- | ----------------- | ------------------------------------- | --------- | --------------------- | ------------------ |
| Vítězka    | 1.  | 7. ledna 2006     | Auckland, Nový Zéland                 | Tvrdý     | Věra Zvonarevová      | 6–2, 6–2           |
| Finalistka | 1.  | 17. září 2006     | Bali, Indonésie                       | tvrdý     | Světlana Kuzněcovová  | 5–7, 2–6           |
| Vítězka    | 2.  | 8. října 2006     | Tokio, Japonsko                       | tvrdý     | Aiko Nakamuraová      | 2–6, 6–2, 6–2      |
| Vítězka    | 3.  | 5. listopadu 2006 | Québec, Kanada                        | tvrdý     | Olga Pučkovová        | 6–0, 6–0           |
| Finalistka | 2.  | 13. května 2007   | Praha, Česko                          | antuka    | Akiko Morigamiová     | 1–6, 3–6           |
| Finalistka | 3.  | 7. července 2007  | Wimbledon, Londýn, Spojené království | tráva     | Venus Williamsová     | 4–6, 1–6           |
| Finalistka | 4.  | 20. července 2008 | Stanford, Spojené státy               | tvrdý     | Aleksandra Wozniaková | 5–7, 3–6           |
| Finalistka | 5.  | 10. ledna 2009    | Brisbane, Austrálie                   | tvrdý     | Viktoria Azarenková   | 3–6, 1–6           |
| Vítězka    | 4.  | 8. března 2009    | Monterrey, Mexiko                     | tvrdý     | Li Na                 | 6–4, 6–3           |
| Vítězka    | 5.  | 2. srpna 2009     | Stanford, Spojené státy               | tvrdý     | Venus Williamsová     | 6–2, 5–7, 6–4      |
| Finalistka | 6.  | 8. listopadu 2009 | Bali, Indonésie                       | tvrdý     | Aravane Rezaïová      | 5–7skreč           |
| Finalistka | 7.  | 20. března 2011   | Indian Wells, Spojené státy           | tvrdý     | Caroline Wozniacká    | 1–6, 6–2, 3–6      |
| Finalistka | 8.  | 21. května 2011   | Štrasburk, Francie                    | antuka    | Andrea Petkovicová    | 4–6, 0–1skreč      |
| Vítězka    | 6.  | 18. června 2011   | Eastbourne, Spojené království        | tráva     | Petra Kvitová         | 6–1, 4–6, 7–5      |
| Finalistka | 9.  | 31. července 2011 | Stanford, Spojené státy               | tvrdý     | Serena Williamsová    | 5–7, 1–6           |
| Vítězka    | 7.  | 16. října 2011    | Ósaka, Japonsko                       | tvrdý     | Samantha Stosurová    | 6–3, 6–1           |
| Finalistka | 10. | 12. února 2012    | Paříž, Francie                        | tvrdý (h) | Angelique Kerberová   | 6–7(3–7), 7–5, 3–6 |
| Finalistka | 11. | 22. července 2012 | Carlsbad, Spojené státy               | tvrdý     | Dominika Cibulková    | 1–6, 5–7           |
| Vítězka    | 8.  | 6. července 2013  | Wimbledon, Londýn, Spojené království | tráva     | Sabine Lisická        | 6–1, 6–4           |

### Čtyřhra: 7 (3–4)
| Stav       | č. | datum           | turnaj              | povrch    | spoluhráčka                | soupeřky ve finále                               | výsledek           |
| ---------- | -- | --------------- | ------------------- | --------- | -------------------------- | ------------------------------------------------ | ------------------ |
| Finalistka | 1. | 9. února 2003   | Paříž, Francie      | tvrdý (h) | Stéphanie Cohenová-Alorová | Patty Schnyderová Barbara Schettová              | 6–2, 2–6, 6–7(5–7) |
| Finalistka | 2. | 26. října 2003  | Linec, Rakousko     | tvrdý     | Silvia Farinaová Eliová    | Ai Sugijamová Liezel Huberová                    | 1–6, 6–7(6–8)      |
| Vítězka    | 1. | 11. dubna 2004  | Casablanca, Maroko  | antuka    | Émilie Loitová             | Els Callensová Katarina Srebotniková             | 6–4 6–2            |
| Finalistka | 3. | 17. října 2004  | Taškent, Uzbekistán | tvrdý     | Mara Santangelová          | Antonella Serrová Adriana Serrová                | 6–1, 3–6, 4–6      |
| Vítězka    | 2. | 6. února 2005   | Pattaya, Thajsko    | tvrdý     | Anna-Lena Grönefeldová     | Marta Domachowská Silvija Talajová               | 6–3, 6–2           |
| Vítězka    | 3. | 14. května 2006 | Praha, Česko        | antuka    | Šachar Pe'erová            | Ashley Harkleroadová Bethanie Matteková-Sandsová | 6–4, 6–4           |
| Finalistka | 4. | 12. ledna 2007  | Sydney, Austrálie   | tvrdý     | Meilen Tuová               | Meghann Shaughnessyová Anna-Lena Grönefeldová}   | 3–6, 6–3, 6–7(–7)  |

## Finále na okruhu ITF
| 100 000 $ tournaments |
| 75 000 $ tournaments  |
| 50 000 $ tournaments  |
| 25 000 $ tournaments  |
| 10 000 $ tournaments  |

### Dvouhra: 6 (6–0)
| Stav    | č. | datum             | turnaj                       | povrch    | soupeřka ve finále           | výsledek |
| ------- | -- | ----------------- | ---------------------------- | --------- | ---------------------------- | -------- |
| Vítězka | 1. | 6. května 2001    | Hatfield, Spojené království | antuka    | Maki Araiová                 | 6–0, 6–2 |
| Vítězka | 2. | 20. května 2001   | Turín, Itálie                | antuka    | Stephanie Rizziová           | 6–1, 6–1 |
| Vítězka | 3. | 19. srpna 2001    | Koksijde, Belgie             | antuka    | Arantxa Parraová Santonjaová | 6–2, 6–1 |
| Vítězka | 4. | 24. února 2002    | Ohio, Spojené státy          | tvrdý     | Maureen Drakeová             | 6–2, 6–3 |
| Vítězka | 5. | 3. listopadu 2002 | Poitiers, Francie            | tvrdý (h) | Seda Noorlanderová           | 6–1, 6–0 |
| Vítězka | 6. | 18. prosince 2005 | Dubaj, SAE                   | tvrdý (h) | Kaia Kanepiová               | 6–2, 6–0 |

### Čtyřhra: 2 (1–1)
| Stav       | č. | datum          | turnaj                      | povrch | spoluhráčka     | soupeřky ve finále                       | výsledek |
| ---------- | -- | -------------- | --------------------------- | ------ | --------------- | ---------------------------------------- | -------- |
| Finalistka | 1. | 14. srpna 2000 | Koksijde, Belgie            | antuka | Carmen Gajová   | Leslie Butkiewiczová Lenka Snajdrová     | 3–6, 4–6 |
| Vítězka    | 1. | 8. října 2002  | Cardiff, Spojené království | tvrdý  | Vanessa Webbová | Mariana Diazová-Olivaová Julie Pullinová | 6–4, 6–2 |

## Postavení na konečném žebříčku WTA

### Dvouhra
| Rok    | 2000  | 2001   | 2002   | 2003  | 2004  | 2005  | 2006  | 2007  | 2008  | 2009  | 2010  | 2011 | 2012  | 2013  |
| Pořadí | 1120. | ▲ 345. | ▲ 106. | ▲ 57. | ▲ 41. | ▲ 40. | ▲ 17. | ▲ 10. | ▼ 17. | ▲ 11. | ▼ 16. | ▲ 9. | ▼ 11. | ▼ 13. |

### Čtyřhra
| Rok    | 2002 | 2003  | 2004  | 2005  | 2006  | 2007   | 2008 | 2009 | 2010 | 2011 | 2012 | 2013 |
| Pořadí | 282. | ▲ 20. | ▼ 37. | ▼ 47. | ▲ 33. | ▼ 113. | —    | —    | —    | —    | —    | —    |